# Шаровкин Успенский монастырь
Шаровкин Успенский монастырь — действующий монастырь Русской православной церкви, расположен в селе Ильинское Калужской области, в Калужской епархии на правом берегу реки Жиздры в 40 км от города Калуги.

В настоящее время на территории монастыря действует Успенский храм.

## История
Монастырь основан в начале XVI века. Храмы, которые служили приходскими церквями, стоят несколько поодаль от селения. Духовным отцом отшельников и основателем обители был инок Шаровка (позднее назывался строителем), по имени которого и назван монастырь. Богоугодная жизнь основателя и собранного им братства скоро обратила на себя особое внимание владельца этих мест князя Воротынского Александра Ивановича, который принял возникшую обитель под своё личное покровительство, вместо первоначальной деревянной церкви воздвиг каменный храм из белого лекального кирпича.
Основатель монастыря погребён в 1545 году у южной алтарной стены соборного храма. Над могилой его вставлена в стену плита из белого камня с высеченной на ней надписью: «лета 7053 (1545), месяца Февраля в 8 день, представися раб Божий инок θеогностъ». Из описи монастырских актов видно, что в 1547 году монастырь получил от князя Александра Ивановича жалованную грамоту «на деревню Башкову и на иные деревни», а в 1552 году (спустя семь лет после кончины основателя обители), в ней (как видно из закладной книги) уже существовал каменный соборный храм во имя Успения Пресвятой Богородицы. К этому же времени относятся и первые вклады князя Александра, состоявшие в украшении созданного храма иконами и утварью. До самой своей кончины (1565) он продолжал обогащать своё богомолье благими даяниями. Его примеру последовал родной брат — князь Михаил Иванович, герой Казанского похода.
В конце 1550 года была построена тёплая церковь во имя Сергия Чудотворца с трапезной и придельная церковь во имя Иоанна Богослова. Церковь была освящена в 1560 году.
В 1564 году церковь была расписана игуменом того же монастыря Прохором.

Лета 7073 (1565) дал Царь Государь Иоанн Васильевич всея России, по Князь Александр Воротынском 200 рублей. В 1566 году Государь же дал по Князь Александр, да на 300 четвертей земли. Того же года, Государь ездил в Белёв, был в монастыре и дал на рыбу и масло 100 рублей денег. — Вкладная книга монастыря
В следующем, 1567 году он проявил новый знак благоволения к обители, дав ей жалованную тарханную грамоту на её вотчину.

В [1583] году дал Государь Царь по Царевич Иоанн образ Пречистия Богородицы на золоте, да три достакана сребрены. Да Государь же дал два образа Пречистия по товарищ по Велине, да и Прокофьи, оба на золоте. Да Государь же дал по Князь Щенятин 49 рублей с гривною. Да в 92 [1584] году дал Государь Царь по своих опальных людях в дом Владычицы милостыни 90 рублей денег при Игумен Макарии, да при Казначеи Феогносте".— Вкладная книга монастыря
Племянники князя Александра Ивановича, дети брата его Михаила, не забывали своего богомолья, о чём свидетельствует жалованная грамота 1584 года на вотчину — деревню Козменки.
После князей Воротынских одним из самых усердных благодетелей обители являлся стольник Иван Чичерин, который принял здесь иноческий образ и погребён в этой обители, в приделе Святого Иоанна Богослова; над могилой его, в западной стене придела, вставлена каменная плита с рельефной надписью. Вклады его начались с 1606 года до его кончины 28 сентября 1640 года.

Примеру своих предков в милостивом расположении к обители последовал и князь Иван Алексеевич — последний из рода князей Воротынских, который приходился по матери (из фамилии Стрешневых) двоюродным братом царю Алексею Михайловичу и находился при нём безотлучно. Последние вклады Ивана Алексеевича относятся к 1670 году.
Щедроты царские:
- 1659 — по государеву указу дан вклад из Приказа Большого дворца на церковное строение 80 рублей при игумене Филарете;
- 1648 — жалованная грамота от Алексея Михайловича его обители «на Белевскую вотчинную землю и примерную села Стромки да села Рыхлеева»;
- 1677 — облачения, пожертвования от Феодора Алексеевича;
- от государыни царевны великой княжны Евдокии Алексеевны «жалованья даны два покрова, да воздух».

Вкладчики обители в XVII веке: бояре Кошелевы, из которых Василий Кошелев, убитый под Смоленском, погребён в сей обители 6 сентября 1634 года, стольник Иван Бутурин, Федор Лопухин, Феодосий Ощера Кошелев пострижен в сей обители, Василий и сын его стольник Григорий Рожновы, Тарасий Павлов, стольник Никита Спесивцев, князь Григорий Волконский, Щербачёвы, Засецкие, Племянниковы, Темирязевы, Панины, Ладыженские, Бахтины, Спешневы, Власьевы и др.
В 1684 году по указу Великих Государей Царей и Великих Князей, Иоанна и Петра Алексеевича, всея Великая и Малая и Белая России Самодержавцев, и по наказной памяти, за приписью Дьяка Григория Посникова, велено Приказу Большого Дворца подьячему Луке Волкову ехать в монастырь и того монастыря в вотчины, для того, что в нынешнем во 192 году, декабря в 28 день, Великие Государи Цари и Великие Князья, Иоанн и Петр Алексеевич, всея Великой и Малой и Белой России Самодержцы, и сестра их, Великая Государыня Царевна и Великая Княжна, Софья Алексеевна указали тот монастырь со крестьянами и с бобылями, и с пашнею, и с сенными покосами, и с рыбными ловлями, и со всеми угодьями, что написано к тому монастырю в писцовых и в переписных книгах, приписать Пречистыя Богородицы к Донскому монастырю.

В 1764 году по духовному штату монастырь поставлен в число заштатных монастырей Крутицкой епархии. Монастырь упразднён по случаю пожара в 1776 году. Пожар истребил все деревянные обители: построенную тёплую церковь во имя преподобного Сергия, келии, конюшню, скотные дворы и ограду вокруг монастыря, что привело к запустению обители. Настоятель с братией перемещены в Белёвский Жабынский монастырь с частью церковной утвари. Далее храмы существовали как приходские церкви.
Построенная в XVI веке соборная одноглавая церковь во имя Успения Божий Матери сохранила с того времени только древнюю стену с цоколем из тёсаного камня и боковые входы также из камня, грубо исполненного во вкусе раннего Ренессанса, в остальном она сильно подвергалась переделкам. В северном приделе церкви во имя Иоанна Богослова находятся старинные Царские врата, выполненные их тонких липовых пластин, приклеенных к дверному полотну. Орнамент, обрамляющий половинки дверей и киот, вызолочен, а поля вокруг них, с более крупным орнаментам, высеребрен.
Иноки, управляющие обителью:
- Первоначальник (строитель) Феогност (1545)
- Игумен Прохор (1552)
- Игумен Паисий (1577)
- Игумен Макарий (1584)
- Игумен Кирилл (1609)
- Строитель Ион Челюскин (1614)
- Игумен Иов (1621)
- Игумен Пафнутий (1626)
- Игумен Дионисий (1629—1643)
- Игумен Леонид (1645)
- Игумен Филарет (1659—1665)
- Игумен Проохор (1665)
- Иосиф (1668—1669)
- Строитель Филарет (1670)
- Строитель Савватий (1675)
- Игумен Афанасий (1680—1684)

В этом году обитель была приписана к Донскому монастырю. Наместники, назначенные из Донского монастыря:
- Игумен Тихон (1686—1687)
- Строитель Ион (1695)
- Строитель Иов (1697)
- Монах Ион (1700)
- Иеромонах Филарет (1715)
- Казначей Сергий (1722)
- Иеромонах Порфирий Рахинский (1753)

## Часовня при монастыре
Существует предание, если кто благополучно проедет дорогой, пролегающей через эти труднопроходимые леса, тот непременно должен был заехать в монастырь отслужить благодарственный молебен. На половине пути от Митина завода к селу был старый осокорь, мимо которого пролегал тракт; по преданию, на этом месте, во время существования монастыря, была часовня во имя святителя Николая, в память чего в дупле старого дерева стояла его икона за стеклом.